# Phalangopsis flavilongipes
Phalangopsis flavilongipes är en insektsart som beskrevs av Desutter-grandcolas 1992. Phalangopsis flavilongipes ingår i släktet Phalangopsis och familjen syrsor. Inga underarter finns listade i Catalogue of Life.